# Kościół św. Maksymiliana Marii Kolbego w Szumiącej
Kościół św. Maksymiliana Marii Kolbego – kościół filialny parafii w Jarszewie, położony w Szumiącej, w województwie zachodniopomorskim, w powiecie kamieńskim, w gminie Kamień Pomorski.  
Kościół w Szumiącej początkowo pełnił funkcję kaplicy cmentarnej rodziny Manteufflów. Został odnowiony i poświęcony 22 września 1974 roku. Obok budynku znajdują się ruiny zniszczonego w 1952 roku innego kościoła. Świątynia została wzniesiona na planie kwadratu z wyodrębnionym prezbiterium. Dach ma formę dwuspadową, a ściany frontowa i prezbiterium są zwieńczone schodkowymi szczytami z blendami. Główne wejście prowadzi przez portalz trzema archiwoltami.